# Sandi Čebular
Sandi Čebular (Celje, 24 giugno 1986) è un cestista sloveno.
È alto 194 cm e gioca come guardia.

## Carriera
Cresciuto nell'Alpos Kemoplast, gioca nel campionato sloveno dal 2002. Ha preso parte all'All Star Game sloveno nel 2005 e nel 2006 ed è stato convocato con la nazionale under-20 all'Europeo del 2005.
Nel 2006 è passato all'Olimpija Lubiana. È nazionale sloveno e ha disputato l'europeo 2007 in Spagna.

## Palmarès
- Supercoppa slovena: 2

Šentjur: 2015
Krka Novo mesto: 2016